# User Data Header
User Data Header, UDH (uživatelská datová hlavička) je binární struktura, která může být přítomna na začátku SMS zpráv v GSM. Neobsahuje žádný text, ale určuje, jak má být zpráva zobrazována a zpracovávána.
UDH nejčastěji slouží pro vytváření sřetězených SMS, kdy je zpráva s délkou více než 160 sedmibitových nebo 140 osmibitových znaků rozdělena na několik částí, které lze spojit podle informací uvedených v UDH. UDH může být použito také pro obohacení obsahu zprávy o barvy, formátování textu, malé obrázky a animace a jednoduché melodie, které se používají v Enhanced Messaging Service (EMS), dále pro indikaci, že je použita národní tabulka nebo pro přenos čísel portů, které mohou způsobit start aplikace v mobilním telefonu, což se používá např. pro příjem MMS zpráv.
UDH je definováno v 3GPP 23.040 (původně GSM 03.40).

## Technická realizace
Přítomnost UDH je indikována nastavením příznaku TP-UDHI (Indikátor hlavičky uživatelských dat protokolu transportní vrstvy), což je 6. bit prvního oktetu GSM 03.40 nebo 3GPP 23.040 zprávy, na hodnotu 1.
Obsahuje-li zpráva UDH, je UDH vždy na začátku pole TP-UD (TP-User Data) a začíná oktetem UDHL (délka UDH). Zbytek UDH je posloupnost trojic Tag-Length-Value nezývaných anglicky Information Elements, IE. Tag (návěští) se v tomto případě nazývá anglicky Information Element Identifier, IEI a je vždy 1 oktet dlouhý, Length (délka) se nazývá Information Element Length, IEL a zabírá také 1 oktet, a určuje délku vlastních dat (Information Element Data, IED) informačního prvku v oktetech.
UDH ubírá prostor z datového pole zprávy. Čím je delší UDH, tím méně prostoru zbývá pro text zprávy nebo jiný obsah. Když TP-UD obsahuje sedmibitová data, délka TP-UD je udána v septetech a UDH je zarovnáno na hranici septetu pomocí 0-6 nulových bitů. Toto zarovnání mělo u starých telefonů (které neměly podporu UDH) zabránit tomu, aby se zpráva obsahující UDH stala nečitelnou. U těchto telefonů se UDH zobrazilo jako změť nečitelných znaků na začátku zprávy; pokud zpráva začínala znakem Carriage return (<CR>), byla tato změť přepsána zbytkem zprávy, takže nijak nerušila.

### Příklad
Následující tabulka ukazuje, jak je zakódováno pole TP-UD zprávy v sedmibitové implicitní abecedě GSM, které obsahuje text 'Hi' s předdefinovaným zvukem 'Vysoký akord':
| Oktet TP-UD   | 1         | 2                        | 3        | 4      | 5            | 6                                          | 7                                                   |
| ------------- | --------- | ------------------------ | -------- | ------ | ------------ | ------------------------------------------ | --------------------------------------------------- |
| Hodnota (hex) | 04        | 0B                       | 02       | 00     | 08           | 20                                         | D3                                                  |
| Význam        | Délka UDH | IEI: Předdefinovaný zvuk | Délka IE | Pozice | Vysoký akord | 6 nižších bitů 1. znaku + 2 výplňkové bity | 7 nižších bitů 2. znaku + 1 horní bit prvního znaku |

Celková délka zprávy uvedená v poli TP-UDL bude 8. UDH má 8 * (1 + 4) = 40 bitů, 2 bity jsou výplňkové, protože (40 + 2) / 7 = 6 beze zbytku, 2 * 7 = 14 bitů pro text; celková délka TP-UD je 40 + 2 + 14 = 56 bitů = 7 oktetů = 8 septetů.

## Informační prvky UDH
| IEI (hex) | Význam                                                                       | Druh         | Délka        | Může se opakovat |
| --------- | ---------------------------------------------------------------------------- | ------------ | ------------ | ---------------- |
| 00        | Zřetězená zpráva s 8bitovým referenčním číslem                               | Řízení SMS   | 3            | ne               |
| 01        | Speciální SMS Message Indication                                             | Řízení SMS   | 2            | ano              |
| 02        | Rezervováno                                                                  | Nedefinováno | Nedefinováno | ano              |
| 03        | Nepoužíváno, aby se zabránilo chybné interpretaci jako znak Line feed (<LF>) | Nedefinováno | Nedefinováno | ano              |
| 04        | 8bitové aplikační porty                                                      | Řízení SMS   | 2            | ne               |
| 05        | 16bitové aplikační porty                                                     | Řízení SMS   | 4            | ne               |
| 06        | Parametry řízení SMS centra                                                  | Řízení SMS   | 1            | ne               |
| 07        | Indikátor původu UDH                                                         | Řízení SMS   | 1            | ano              |
| 08        | Zřetězená zpráva s 16bitovým referenčním číslem                              | Řízení SMS   | 4            | ne               |
| 09        | Wireless Control Message Protocol                                            | Řízení SMS   | 1-255        | ano              |
| 0A        | Formátování textu                                                            | Řízení EMS   | 3-4          | ano              |
| 0B        | Předdefinovaný zvuk                                                          | EMS obsah    | 2            | ano              |
| 0C        | Uživatelem definovaný zvuk (iMelody max. 128 bytů)                           | EMS obsah    | 2-129        | ano              |
| 0D        | Předdefinovaná animace                                                       | EMS obsah    | 2            | ano              |
| 0E        | Velká animace (16*16 krát 4 = 32*4 =128 bytů)                                | EMS obsah    | 129          | ano              |
| 0F        | Malá animace (8*8 krát 4 = 8*4 =32 bytů)                                     | EMS obsah    | 33           | ano              |
| 10        | Velký obrázek (32*32 = 128 bytů)                                             | EMS obsah    | 129          | ano              |
| 11        | Malý obrázek (16*16 = 32 bytů)                                               | EMS obsah    | 33           | ano              |
| 12        | Obrázek proměnné velikosti                                                   | EMS obsah    | 4-255        | ano              |
| 13        | Indikátor uživatelské nápovědy                                               | Řízení EMS   | 1            | ano              |
| 14        | Rozšířený objekt                                                             | EMS obsah    | 7-255        | ano              |
| 15        | Znovupoužitý rozšířený objekt                                                | Řízení EMS   | 3            | ano              |
| 16        | Řízení komprimace                                                            | Řízení EMS   | 3-255        | ne               |
| 17        | Indikátor distribuce objektu                                                 | Řízení EMS   | 2            | ano              |
| 18        | Standardní WVG objekt                                                        | EMS obsah    | 1-255        | ano              |
| 19        | WVG objekt velikosti znaku                                                   | EMS obsah    | 1-255        | ano              |
| 1A        | rozšířený objekt Data Požadavek Příkaz                                       | Řízení EMS   | 0-255        | ne               |
| 1B - 1F   | Rezervováno pro budoucí EMS vlastnosti                                       | Nedefinováno | 0-255        | ano              |
| 20        | E-mailová hlavička podle RFC 822                                             | Řízení SMS   | 1            | ne               |
| 21        | Prvek formátování hyperlinku                                                 | Řízení SMS   | 0-255        | ano              |
| 22        | Prvek návratové adresy                                                       | Řízení SMS   | 1-255        | ne               |
| 23        | Vylepšená informace o obsahu hlasové schránky                                | Řízení SMS   | 0-255        | ne               |
| 24        | Náhrada rozšířené tabulky národní znakovou tabulkou                          | Řízení SMS   | 1            | ne               |
| 25        | Náhrada základní tabulky národní znakovou tabulkou                           | Řízení SMS   | 1            | ne               |
| 26 – 6F   | Rezervováno pro budoucí použití                                              | Nedefinováno | 0-255        | Nedefinováno     |
| 70 – 7F   | Bezpečnostní hlavičky pro (U)SIM toolkit                                     | Řízení SMS   | 0-255        | ?                |
| 80 – 9F   | Zvláštní použití SME-SME                                                     | Řízení SMS   | 0-255        | ?                |
| A0 – BF   | Rezervováno pro budoucí použití                                              | Nedefinováno | 0-255        | ?                |
| C0 – DF   | Pro zvláštní použití SMS centrem                                             | Řízení SMS   | 0-255        | ?                |
| E0 – FF   | Rezervováno pro budoucí použití                                              | Nedefinováno | 0-255        | ?                |

## Použití v jiných protokolech
UDH se používá i v jiných protokolech pro přenos krátkých zpráv - Short Message Peer to Peer (SMPP), Universal Computer Protocol (UCP) a v teleservisu WEMT v CDMA2000.